# Маккей, Антонио
Антонио Маккей (англ. Antonio McKay; род. 9 февраля 1964, Атланта, США) — американский легкоатлет, специализирующийся в спринте, двукратный олимпийский чемпион и бронзовый призер Олимпийских игр, чемпион мира.

## Биография
Он выиграл всеамериканские награды, соревнуясь за Georgia Tech, и был чемпионом NCAA как в помещении, так и на открытом воздухе в 1984 году. Он выиграл в США олимпийской трассе испытаний при квалификации 1984 американской олимпийской сборной. На Олимпийских играх в 1984 году он выиграл бронзовую медаль на дистанции 400 м.
Он завоевал золотые медали на дистанции 400 м на Играх доброй воли 1986 года в Москве и на чемпионате мира IAAF в помещении 1987 года в Индианаполисе. Он участвовал в чемпионате мира по легкой атлетике 1987 года, но выбыл в четвертьфинале. Однако он выиграл золотую медаль в эстафете вместе со своими соотечественниками Дэнни Эвереттом, Родди Хейли и Бутчем Рейнольдсом. Он участвовал в эстафетных заплывах на летних Олимпийских играх 1988 года и получил золотую медаль за свой вклад в победу американских бегунов в финале. Он сохранил свой титул чемпиона мира в помещении на дистанции 400 метров на чемпионате мира в помещении ИААФ 1989 года, установив при этом рекорд чемпионата в 45,59 секунды.